# Meilenstein (Krimmlitz)

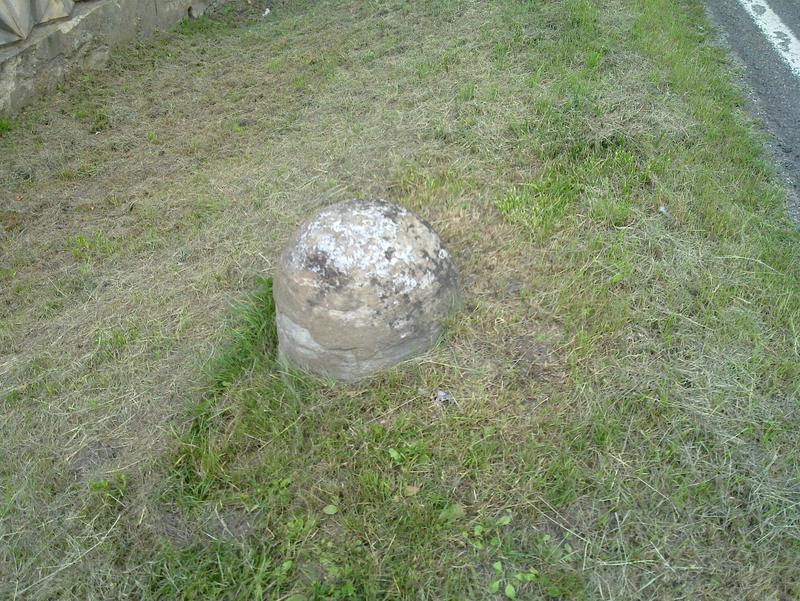
Preußischer Viertelmeilenstein

Der Meilenstein von Krimmlitz ist ein denkmalgeschützter Meilenstein auf dem Gebiet des Ortsteiles Krimmlitz der Gemeinde Elsteraue in Sachsen-Anhalt. Im örtlichen Denkmalverzeichnis ist der Meilenstein unter der Erfassungsnummer 094 66222 als Kleindenkmal verzeichnet.
Bei dem Meilenstein von Krimmlitz handelt es sich um einen preußischen Viertelmeilenstein aus dem frühen 19. Jahrhundert in Form einer kleinen Glocke. Er steht an der Bundesstraße 2, Vorläufer der Straße war die in den 1930er Jahren gebaute Reichsstraße 2, beim Kindergarten mit der Adresse Zeitzer Straße 165. Der Distanzstein ist ein Zeugnis des systematischen Wege- und Distanzangabesystems der preußischen Verkehrsgeschichte und wurde 2017 unter Denkmalschutz gestellt. Heute steht der Stein tief versunken an der Grenze zwischen Reuden und Draschwitz im eingemeindeten Ort Krimmlitz.